# Jeff Somers
Jeffrey (Jeff) Somers (* 1971) ist ein US-amerikanischer Cyberpunk- und Science-Fiction-Autor aus New Jersey.

## Literarisches Schaffen
Jeffrey Somers wurde in Jersey City, New Jersey geboren. Nachdem er erfolgreich das College abgeschlossen hatte, arbeitete Somers zeitweise als Lektorenassistent in einem Verlag für Medizinfachbücher.
Seit 1995 gibt Somers sein Fanzine "The Inner Swine" heraus.
Sowohl für die von Bastei-Lübbe verlegten Bücher Der elektronische Mönch, Die digitale Seuche und Das ewige Gefängnis als auch für den Roman The eternal state hat Somers eigene, romanbezogene Webseiten erstellt.
Jeff Somers sucht explizit den Kontakt zu seinen Fans, so bietet er auf seiner Homepage immer wieder Aktionen für seine Leser an, etwa ein Aufruf, ihm per E-Mail Stimmaufzeichnungen von Rezitationen seiner Protagonisten zu senden, oder Fragen zu stellen, welche er per Video beantwortet.

## Bibliographie

### Die Avery-Cates-Reihe
Übersetzt von Ulf Ritgen.
- The Electric Church, Orbit, 2007, ISBN 978-1-84149-615-3[7]
  - Der elektronische Mönch, Bastei-Lübbe Verlag #24390, 2010, ISBN 978-3-404-24390-7
- The Digital Plague, Orbit (US), 2008, ISBN 978-0-316-02210-1
  - Die digitale Seuche, Bastei-Lübbe Verlag #24392, 2010, ISBN 978-3-404-24392-1
- The Eternal Prison, Orbit, 2009, ISBN 978-1-84149-705-1
  - Das ewige Gefängnis, Bastei-Lübbe Verlag #24397, 2011, ISBN 978-3-404-24397-6
- The Terminal State, Orbit (US), 2010, ISBN 978-0-316-06982-3
  - Endstation: Chaos, Bastei-Lübbe Verlag, 2011, ISBN 978-3-404-20013-9
- The Final Evolution, Orbit, 2011, ISBN 978-1-84149-943-7[8]

### Weitere Werke
- Lifers, Creative Arts, 2001, ISBN 0887393225
- Trickster, Pocket Books, 2013, ISBN 978-1-4516-9677-6
- We Are Not Good People, Gallery Books, 2014, ISBN 978-1-4516-9679-0

### Comic
- Sliders Special 2: Blood and Splendor,  Acclaim Comics, 1997 (mit  Tracy Torme' und Jeof Vita)

### Sachbuch
- The Freaks Are Winning: The Inner Swine Collection, Tower Records, 2002, ISBN  0971371903

## Internetauftritte
- The Electric Church und The Digital Plague (ein textbasierendes Abenteuer)
- Twitter Fiction[9]
- The Eternal Prison (ein textbasierendes Abenteuer)[10]

## Kritiken
Laut Publishers Weekly ist sein Roman "Der elektronische Mönch" ein Techno-Thriller mit genug Geballer und Explosionen, um jeden Hollywoodproduzenten zufriedenzustellen.
Weiterhin schreibt I09.com über "Die digitale Seuche": "Eine rasante Geschichte mit coolen Technologien und gut geschriebene Actionszenen, welche die Handlung mit perfekter Dynamik nach vorne treiben." und sfsite.com beschreibt "The Eternal Prison" als ein großes Abenteuer, dunkle Cyberpunk-Science-Fiction mit der richtigen Mischung aus Fatalismus und Courage, gewürzt mit viel Schießereien und schwarzem Humor.